# Liste der Bischöfe von Senigallia
Die folgenden Personen waren Bischöfe des Bistums Senigallia (Italien):
- Venanzio  ...502–503...
- Bonifatius ?  ...568–590...
- Sigismondo ?  ...590
- Massimo  ...623 ?
- Mauro  ...649
- Anastasius  ...761
- Giorgio  ...769
- Andreano oder Andrea ?  ...
- Heiliger Paolino  ...826
- Samuele  ...853
- Articario  ...861
- Peter I.  ...877
- Severo  ...882
- Oiranno  ...885
- Benvenuto oder Benevento  ...887 ?
- Giacomo I.  ...897
- Baldovino  ...950
- Atto I.  ...967–996...
- Adalbert  ...1028
- Roberto  ...1053
- Teodosio  ...1059
- Guglielmo  ...1064?–1070...
- Teberto  ...1103
- Atto II.  ...1115
- Trasmondo I.  ...1137–1154...
- Giacomo II.  ...1178–1179...
- ?  ...1184–1185...
- Alimanno  ...1190–1193...
- Enrico  1197–1203...
- Trasmondo II.  1203?–1223
- Benno  ...1223–1231...
- Giacomo III.  1231–1270...
- Filippo ?  ...1271–     ...
- J. ?  ...1276–   ...
- Federico I.  1284–1288
- Trasmondo III.  1288–1291
- Teodino  1291–1294
- Francesco I.  1294–1295
- Francesco II.  1295–1297
- Ugoccione  1297–1306
- Giovanni I.  1307–1308
- Grazia  1308–1318
- Francesco III. Silvestri  1318–1321
- Ugolino I.  1321–1323
- Federico II. Sanguigni 1323–1328 (auch Bischof von Rimini)
- Giovanni II. Francescano  1328–1349
- Ugolino II. Federicucci  1349–1357
- Giovanni III. Pananeo oder de Sabaudia  1357–1369
- Cristoforo I. de Regio 1369–1370?
- Rodolfo de Castello  1370–1375?
- Pietro II. Amelio  1375–1387
- Giovanni IV.  ...1388–....
- Giovanni V. de Faytanis  ...1390–1411...
- Giovanni VI. Roelli  ...1412–1414...
- Simone Vigilanti  1419–1428
- Francesco IV. Mellini  1428–1431
- Bartolomeo I. Vignati  1431–1446?
- Antonio I. Colombella  1447–1446
- Cristoforo II. di Bianprate  1466–1474
- Marco Vigerio I. Kardinal Della Rovere 1476–1513
- Marco Vigerio II. Della Rovere  1513–1560
- Urbano Vigerio Della Rovere  1560–1570
- Girolamo Kardinal Rusticucci  1570–1577
- Francesco V. Maria Henrici  1577–1590
- Pietro III. Ridolfi 1591–1601
- Antaldo degli Antaldi  1601–1625
- Antonio Maria Kardinal Barberini, O.F.M. Cap.  1625–1628
- Lorenzo Campeggi  1628–1639
- Cesare Kardinal Facchinetti 1643–1655 (auch Erzbischof von Spoleto)
- Francesco VI. Cherubini 1655–1656
- Nicola I. Guidi di Bagno 1657–1659
- Claudio Marazzani  1659–1682
- Rainuccio Baschi  1682–1684
- Muzio Dandini  1686–1712
- Giandomenico Kardinal Paracciani 1714–1717
- Ludovico Kardinal Pico della Mirandola  1717–1724
- Bartolomeo II. Castelli  1724–1733
- Rizzardo Isolani  1734–1742
- Nicola II. Manciforte  1742–1746
- Ippolito de Rossi  1746–1776
- Bernardino Kardinal Honorati  1777–1807
- Giulio Kardinal Gabrielli  1808–1816
- Annibale Kardinal della Genga 1816–1818 (später Papst Leo XII.)
- Fabrizio Kardinal Sceberras Testaferrata  1818–1843
- Antonio III. Maria Cagiano de Azevedo 1844–1848
- Giusto Recanati 1848–1851 (Apostolischer Administrator)
- Domenico Kardinal Lucciardi 1851–1864
- Giuseppe Aggarbati 1867–1879
- Francesco VII. Latoni 1879–1880
- Ignazio Bartoli 1880–1895
- Giulio Boschi 1895–1900 (auch Erzbischof von Ferrara)
- Tito Maria Cucchi 1900–1938
- Umberto Ravetta 1938–1965
- Giovanni Battista Pardini 1965–1968 (Apostolischer Administrator)
- Costanzo Micci 1968–1971 (Apostolischer Administrator)
- Odo Fusi Pecci 1971–1997
- Giuseppe Orlandoni 1997–2015
- Francesco Manenti seit 2015